# Autorità marittima
L'autorità marittima, in Italia,  è un insieme di tutti gli uffici riguardanti l'attività marittima dei porti minori. Sono composte dalle Capitanerie di Porto, dagli uffici del Ministero dei Trasporti e della Navigazione, oltre a tutti gli uffici o enti che possono concorrere. È stata istituita con la legge 84 del 28 gennaio 1994, legge fondamentale per il riordino in materia portuale.
I suoi compiti sono la gestione del porto, cioè relativi alla polizia marittima, all'amministrazione della navigazione, alla vigilanza sulla pesca, oltre a poter avviare inchieste o dare pareri su contenziosi marittimi.